# Elo (rasa psa)
Elo – rasa psa, niezarejestrowana w FCI.
Rasę elo utworzył niemiecki hodowca bobtaili, Heinz Szobries. W 1987 roku wystartowała hodowla psów pod nazwą Elo, do powstania której partycypowały bobtaile, chow chowy i eurasiery. Celem Szobriesa było stworzenie psa wybitnie rodzinnego, przystosowanego do warunków miejskich. Nazwa jest zastrzeżona tylko dla psów hodowanych zgodnie z regulaminem towarzystwa hodowli i badań nad rasą elo.
Selekcji dokonuje się pod względem zachowania wobec dzieci.
Ze względu na to, iż hodowla powstała stosunkowo niedawno, jest ona nieustabilizowana, a niektóre osobniki nie odpowiadają jej założeniom.
Podjęto także próby stworzenia odmiany mniejszej, powstałej z krzyżowania: pekińczyka, szpica małego i elo oraz krótkowłosej (krzyżowanie z udziałem dalmatyńczyka).
Obecnie, ze względu na wielkość i typ szaty, istnieją cztery warianty rasy elo:
- krótkowłosy,
- szorstkowłosy,
- odmiana miniaturowa – krótkowłosa,
- odmiana miniaturowa – szorstkowłosa.